# (25143) Itokawa
(25143) Itokawa (1998 SF36) ist ein am 26. September 1998 entdeckter, die Erdbahn kreuzender erdnaher Asteroid. Benannt wurde der Himmelskörper nach Hideo Itokawa, einem japanischen Luft- und Raumfahrtingenieur.

## Umlaufbahn
Itokawa bewegt sich zwischen 0,953 AU (Perihel) und 1,695 AU (Aphel) in rund 556 Tagen auf einer exzentrischen Bahn um die Sonne. Während des Perihels bewegt sich der Asteroid innerhalb der Erdbahn. Die Bahnexzentrizität beträgt 0,280, wobei die Bahn 1,6° gegen die Ekliptik geneigt ist.

## Erdgebundene Beobachtungen

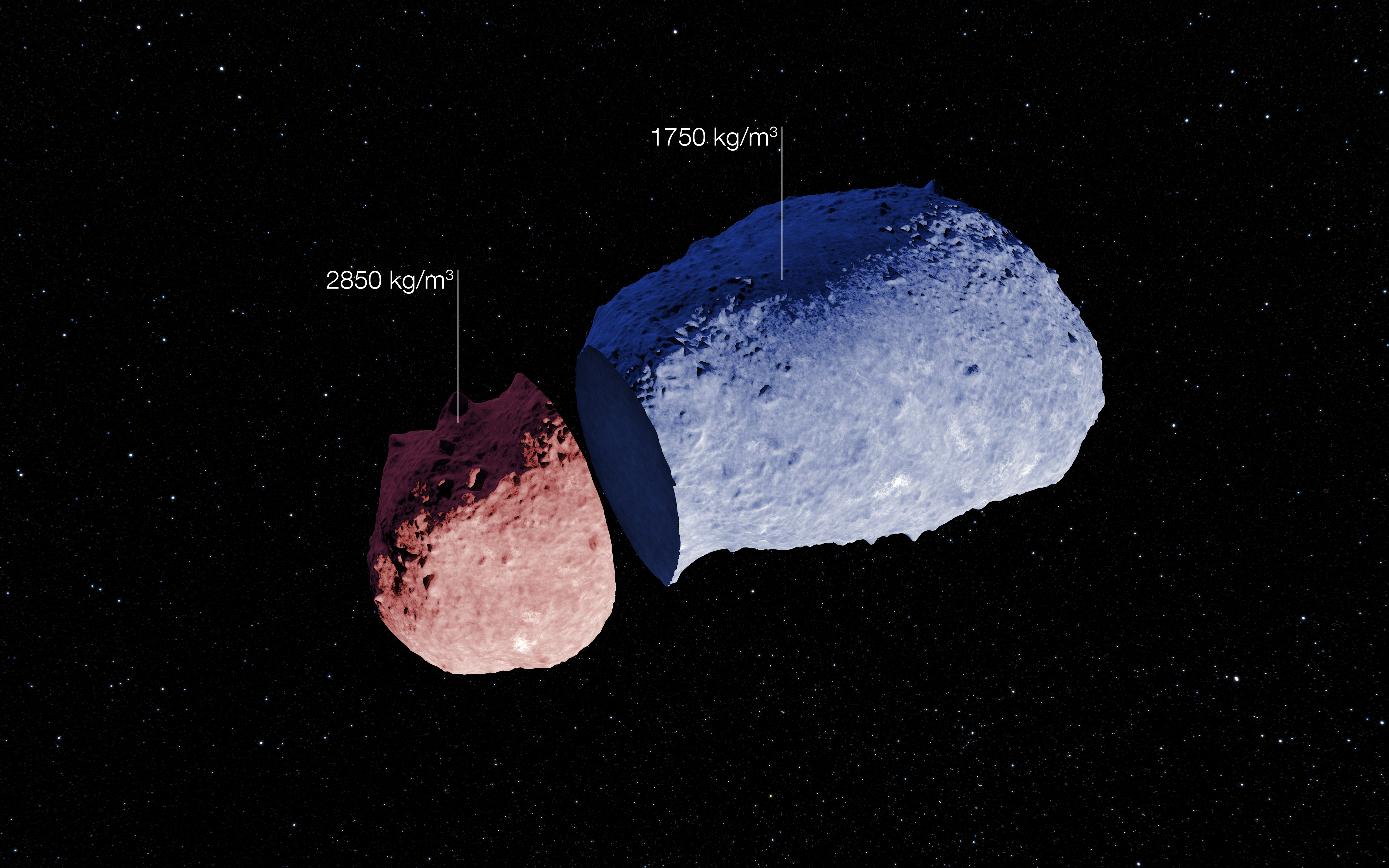
Schema der beiden Teile von Itokawa

Radarbeobachtungen der Observatorien Goldstone und Arecibo haben gezeigt, dass es sich bei Itokawa um ein längliches Gebilde mit einer Größe von nur 594 × 320 × 288 Meter handelt. Die Oberfläche besteht offenbar überwiegend aus silikathaltigem Material, ähnlich den gewöhnlichen Chondriten. In rund 12 Stunden rotiert der Asteroid um die eigene Achse.
Bei der Messung der Rotationsgeschwindigkeit Itokawas zur Berechnung des YORP-Effekts wurde eine Abweichung der tatsächlichen von der erwarteten Änderung der Geschwindigkeit bemerkt. Erst als man bei der Berechnung davon ausging, dass der Asteroid aus zwei Teilen mit voneinander abweichenden Dichten besteht, stimmten die Messergebnisse mit der berechneten Änderung der Rotationsgeschwindigkeit überein. Itokawa muss demnach aus einem Teil mit einer Dichte von 2850 Kilogramm pro Kubikmeter und einem zweiten mit einer Dichte von 1750 Kilogramm pro Kubikmeter bestehen. Diese Beobachtung ist bei Asteroiden bisher einmalig. Es wird vermutet, dass Itokawa beim Zusammenstoß zweier Asteroiden entstand.

## Hayabusa-Mission

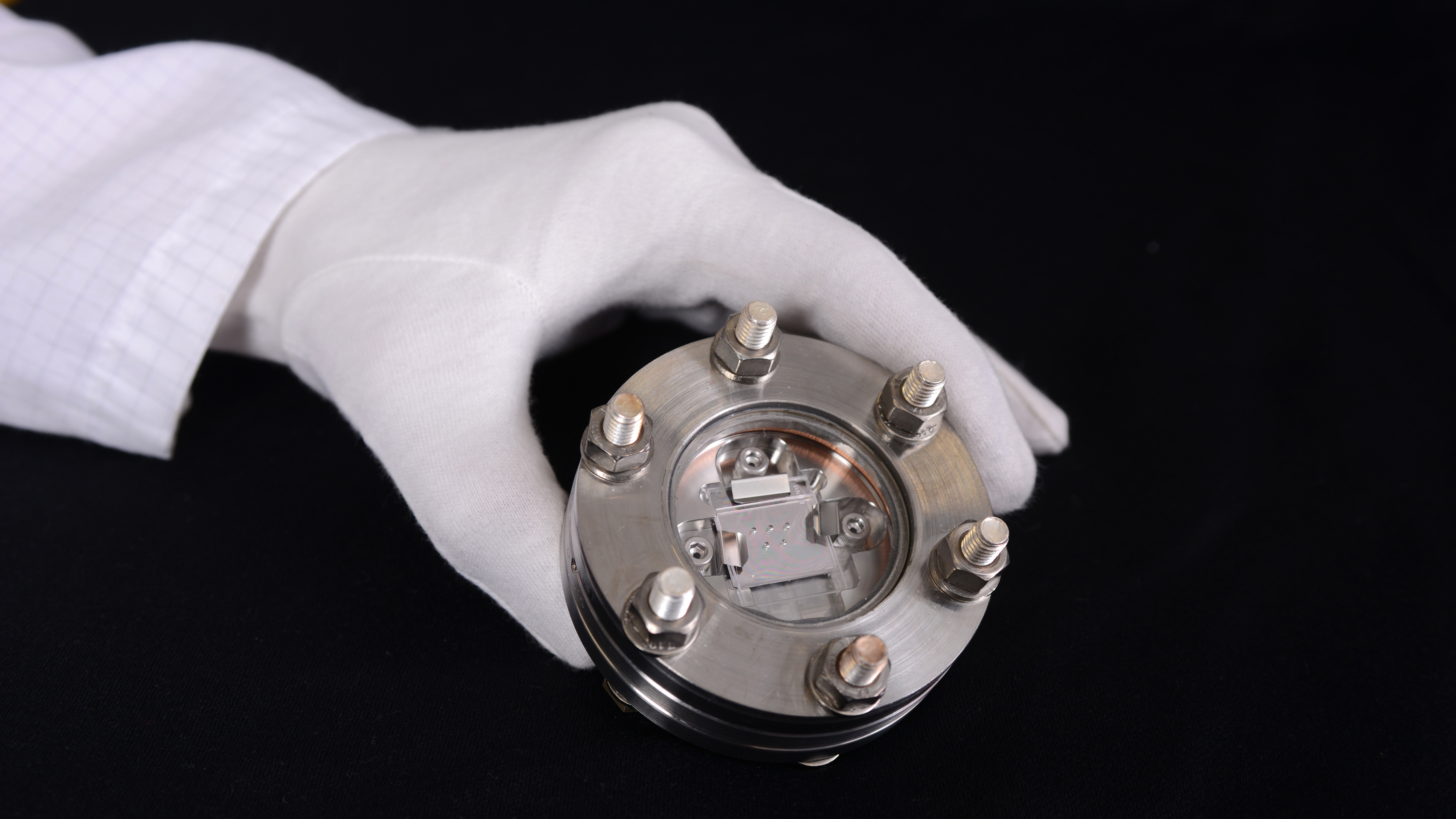
Container mit Partikeln von Itokawa

Itokawa wurde als Zielobjekt für die japanische Hayabusa-Mission ausgewählt. Die Aufnahmen der Sonde, die Itokawa im September 2005 erreicht hat, zeigen die Oberfläche des Asteroiden mit einer Auflösung von unter einem Meter. Auffällig ist das fast völlige Fehlen von Impaktkratern, welche die Oberflächen von anderen Asteroiden dominieren, wie etwa bei (243) Ida oder (433) Eros, die von Raumsonden erforscht wurden. Manche Gebiete auf Itokawa sind von Regolith und Felsbrocken verschiedener Größe bedeckt, anderswo liegt offenbar blankes Gestein frei. Die Größe von Itokawa konnte durch Hayabusa auf 535 × 294 × 209 Meter festgelegt und die mittlere Dichte auf 1,95 ± 0,14 g/cm³ bestimmt werden. Damit entspricht die Dichte des Asteroiden in etwa der von Sand und liegt deutlich unter dem Wert von gewöhnlichen Chondriten (ca. 3,2 g/cm³). Diese Beobachtungen legen nahe, dass es sich bei dem Asteroiden um einen nur von der Gravitationskraft zusammengehaltenen „Schutthaufen“ (englisch rubble pile) mit einer Porosität von rund 40 % handelt. Diese Hypothese von 2006 muss jedoch im Licht der Entdeckung von 2014, dass der Asteroid aus zwei Teilen deutlich unterschiedlicher Dichte besteht, neu betrachtet werden.
Hayabusa entnahm im November 2005 an zwei verschiedenen Punkten auf der Oberfläche des Asteroiden Proben. Nachdem der erste Versuch am 19. November gescheitert war, arbeitete der Mechanismus der Probenentnahme beim zweiten Versuch am 26. November einwandfrei. Wegen Kommunikationsverlustes mit der Bodenstation konnte das Startfenster für den Rückflug im Dezember 2005 nicht genutzt werden; Hayabusa startete dann 2007 mithilfe der Ionentriebwerke zurück zur Erde. Die Rückkehrkapsel der Raumsonde trat am 13. Juni 2010 über Australien in die Erdatmosphäre ein und landete planmäßig bei Woomera im WPA.